# ファミリークエスト
『ファミリークエスト』とは、2022年10月2日の23:00 - 23:55に日本テレビで放送されたバラエティ番組である。

## 出演者

### MC
- 上田晋也（くりぃむしちゅー）

### 解答者ファミリー
- 林下清志（ビッグダディ）
- 竹内由恵
- 尾上右近
- 横澤夏子
- 吉村崇
- 谷まりあ

### アシスタント
- 石川みなみ（日本テレビアナウンサー）

## スタッフ
- 構成：ヒロハラノブヒコ、デーブ八坂、川嶋結衣
- ナレーション：服部伴蔵門
- TM：木村博靖
- SW：岩永雄允
- CAM：矢作陽一
- MIX：榊原大輔
- VE：塩原和益
- 照明：名取孝昌
- 美術プロデューサー：三浦昭彦
- デザイン：松浦なつみ
- メイク：奥松かつら
- 大道具：石原大地
- 電飾：山田実央
- 小道具：森川望実
- 編集：橋本淳一郎
- MA：ウォッシャム賢人
- 音効：林正貴
- TK：田中彩
- CG：森三平
- リサーチ：ビスポ
- 技術協力：NiTRO、ヌーベルアージュ
- 美術協力：日テレアート
- 協力：リアルレタッチ、アフロ
- デスク：府川麻衣子、大宮司紀子
- ディレクター：塩入修・原田大輔（SION）、須田真光（BEE OURS）、倉本華奈（SION）、小山巧、高原諒、桐生健太、管優歌
- プロデューサー：合田伊知郎、高橋正子・伊藤康一（SION）、小木雅恵、一色彩加
- 演出：藤原明生（BEE OURS）
- 企画・チーフプロデューサー：倉田忠明
- 制作協力：SION
- 製作著作：日本テレビ